# لمياء العمري
لمياء العمري (6 يناير 1972)
ممثلة تونسية قامت بعدة أدوار في الدراما التونسية برزت في عدة أعمال أهمها: مسرحية الماريشال (في النسخة 2)، عرض مسرحي غنائي ظلموني حبايبي، فيلم قصير صابة فلوس، مسلسل عنبر الليل، مسلسل ظفائر، مسلسل منامة عروسية، مسلسل عطر الغضب، مسلسل أخوة وزمان، مسلسل حسابات وعقابات، مسلسل نجوم الليل ج 4، مسلسل ناعورة الهواء ج 2 ومسلسل قلوب الرمان.

## انظر
- مريم بن شعبان
- ماري جاين ألفيرو
- ليندا بيطار
- داليا السعدني
- أماني الوشاحي